# Ederswiler
Ederswiler (toponimo tedesco) è un comune svizzero di 120 abitanti del Canton Giura, nel distretto di Delémont.

## Monumenti e luoghi d'interesse

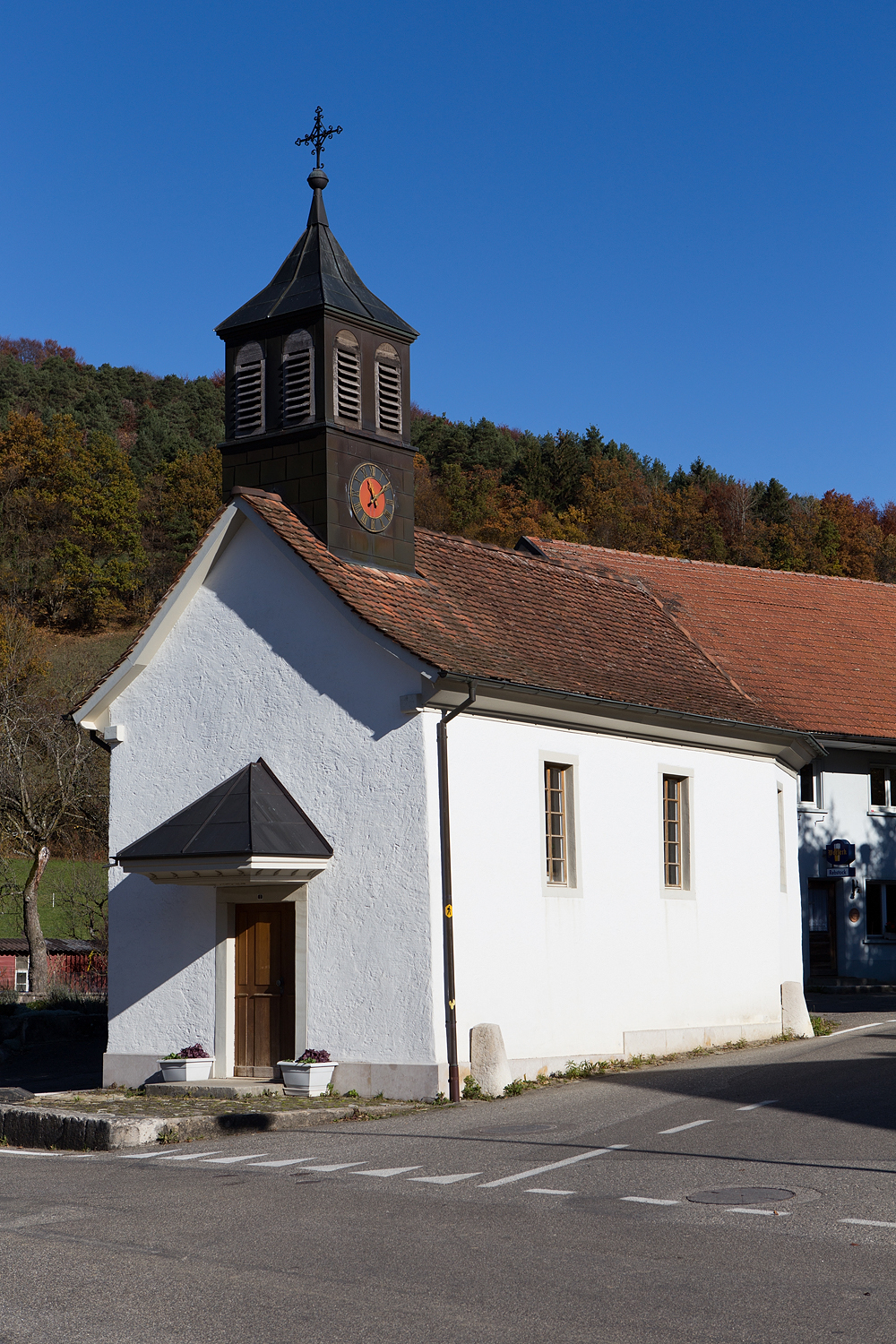
La cappella di Sant'Anna

- Cappella cattolica di Sant'Anna, eretta nel 1857[1].

## Società

### Evoluzione demografica
L'evoluzione demografica è riportata nella seguente tabella:
Abitanti censiti

### Lingue e dialetti
Ederswiler è l'unico comune germanofono del cantone.

## Amministrazione
Dal 1867 comune politico e comune patriziale sono uniti nella forma del commune mixte.